# 米蒂尼
米蒂尼（法語：Mutigny，法語發音：[mytiɲi]）是法国马恩省的一个市镇，属于埃佩尔奈区。

## 地理
米蒂尼（49°4'0"N, 4°1'34"E）面积3.75 平方千米，位于法国大東部大區马恩省，该省份为法国东北部内陆省份，北起阿登省，西北接埃纳省，西南接塞纳-马恩省，南至奥布省，东南接上马恩省，东临默兹省。
与米蒂尼接壤的市镇（或旧市镇、城区）包括：热尔迈讷、阿沃奈瓦勒多尔、阿伊香槟、圣伊莫热。

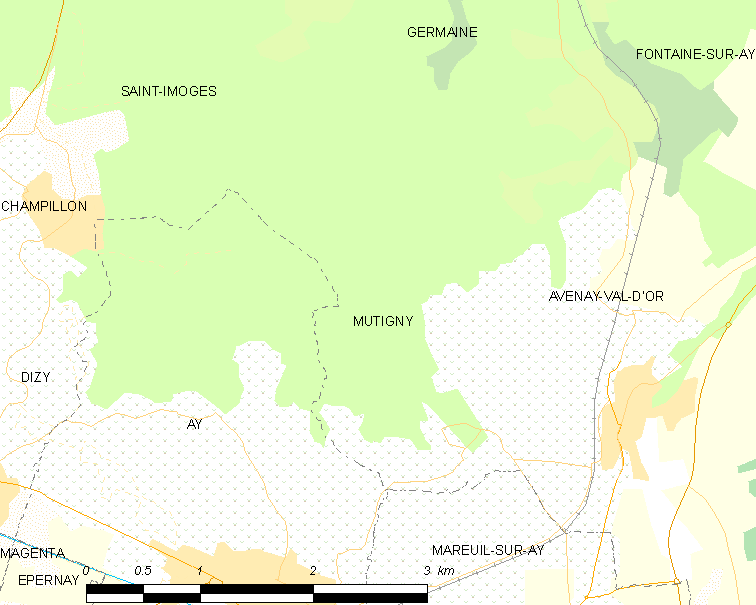
米蒂尼的OSM定位图

米蒂尼的时区为UTC+01:00、UTC+02:00（夏令时）。

## 行政
米蒂尼的邮政编码为51160，INSEE市镇编码为51392。

## 政治
米蒂尼所属的省级选区为埃佩尔奈第一县。

## 人口

1962-2008年间米蒂尼人口变化图示

米蒂尼于2022年1月1日时的人口数量为206人。